# 切爾姆斯福德 (美國)
切爾姆斯福德是一個位於美國麻薩諸塞州米德爾塞克斯縣的鎮。

## 人口
根據2020年美國人口普查的數據，該鎮的面積為59.80平方千米，當中陸地面積為58.00平方千米，而水域面積為1.80平方千米。當地共有人口36392人，而人口密度為每平方千米609人。